# Алегорія іспанської республіки
Алегорія іспанської республіки(ісп. Alegoria de la Republica espanola) — графічний твір, котрий створив каталонський художник Томас Пабло Педрет 1873 року для журналу «Ла Флака» («La Flaca»).

## Слабкий розвиток графіки у Іспанській імперії
Графіка як окремий різновид мистецтва не мала помітного поширення в Іспанській імперії в добу відродження, маньєризму чи бароко. Невеликі потреби задовольнялись зазвичай іноземними майстрами, де писемність, графіка і книгодрукування були поширені набагато більше, ніж у самій Іспанії (Мартен ван Хемскерк. «Імператор Карл V при захопленні Тунісу», гравюра Дірка Курнгерта за малюнком художника).
Потреба в графічних творах, однак, була, особливо при створенні титульних сторінок (фронтисписів). Ще одна галузь побутування графіки в Іспанії — аристократичний портрет, особливо для нових видань. Серед небагатьох іспанських граверів 16 ст. — Хуан де Арфе (1535—1603), ювелір, котрий також створював і гравюри (портрет поета Ерсільо і Суньїга для видання його поеми «Араукани»).
Наприкінці 18 ст. серед небагатьох іспанських художників, хто звертався до графіки — Франсіско Гойя (серія офортів «Капрічос», 1799).

## Опис
Злам у справах прийшовся на 19 ст., коли в Іспанії пришвидшився історичний процес і розпочалися процеси переходу до капіталістичного виробництва. Отримали поширення нові періодичні видання і журнали, де почала працювати нова генерація графіків, ілюстраторів, карикатуристів. Незважаючи на спротив консервативних кіл і цензуру в Іспанії, графіки відгукувались на актуальні події створенням нових графічних творів. Цензура відповіла заборонами і припиненням надто сміливих видань. Декілька разів цензура припиняла оприлюднення і журналу «Ла Флака», що спонукало редакцію відновляти друк під новими назвами.
На хвилі політичних змін каталонський художник-карикатурист Томас Пабло Педрет створив Алегорію 1-ї іспанської республіки  1873 р. для журналу «Ла Флака». Каталонці взагалі відрізняються від решти іспанців. Їх культура десятиліттями тяжіла до французьких, а не до іспанських зразків. Каталонський художник і в цьому випадку відштовхнувся від розповсюджених алегорій-зображень республіки у мистецтві сусідньої Франції. Звідси риси пізнього класицизму в зображенні, велична поза крилатої жінки-алегорії, червоний фригійський ковпак (як символ республіканських прагнень), скрижалі з написом «Закон». Фігуру алегорії доповнюють атрибути, що роз'яснюють її функції — сніп пшениці, глобус, книга, скульптурне погруддя і палітра художника. Кадуцей бога Меркурія та щогли вітрильника натякали на підтримку торгівлі. Символічне значення мали і трикутник (посилання до гасла французької революції «Свобода. Рівність. Братерство») та терези в руці Республіки (натяк на її справедливість і законність).
Досить стандартна алегорія для мистецтва 19 ст. набула також рис сучасності — звідси фігура селянина-плугатаря і фабричні труби-димарі на тлі ліворуч, як ознака підтримки республіканським урядом сільського господарства та індустрії.
Поява подібного сміливого і надто радикального зображення в журналі «La Flaca» стала можливою лише через зречення іспанського короля Амадео 11 лютого 1873 р. і появу 1-ї іспанської республіки. Дата 11 лютого 1873 р. подана Пабло Педретом на постаменті, як початок відліку нової доби іспанської історії.